# Réserve naturelle des landes de Blendecques
La réserve naturelle des Landes de Blendecques est l'une des quatre réserves naturelles volontaires (devenues réserves naturelles régionales) du plateau d'Helfaut, dans la région Nord-Pas-de-Calais. Déclassée à la suite de la loi relative à la démocratie de proximité de 2002, elle fait désormais partie de la réserve naturelle régionale du plateau des landes. La réserve est gérée par EDEN 62, le syndicat mixte chargé par le conseil général de gérer les milieux et espaces naturels sensibles du département du Pas-de-Calais

## Localisation

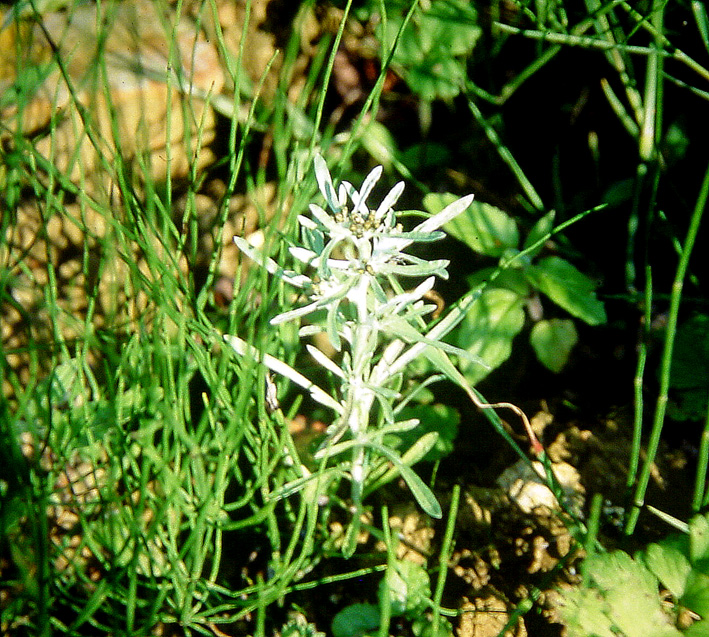
Gnaphalium uliginosum, plante indicatrice de niveaux d'eaux fluctuant, typique des bords de mares provisoirement exondées

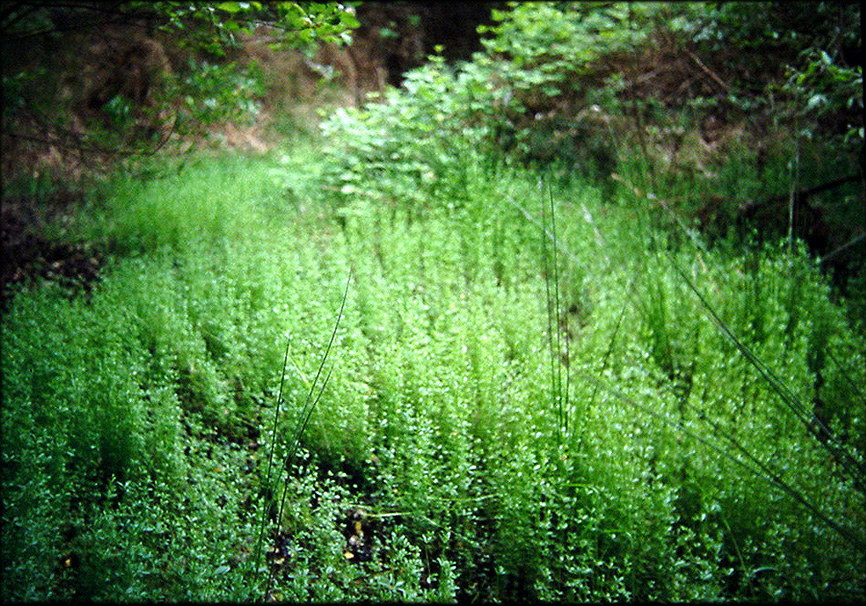
Galium saxatile ou gaillet du Hartz, petit gaillet typique de certains milieux acides, qui formait dans les années 1970-1880 de grandes taches - parfois de plusieurs mètres carrés - fleurs blanches au printemps, à Blendecques et plus encore à Baudringhem

- Département du Pas-de-Calais, France. Cette commune fait partie du parc naturel régional des Caps et Marais d'Opale

### Communes concernées
Blendecques

## Histoire du site et de la réserve
Cette réserve naturelle, volontaire et communale, puis « réserve naturelle régionale » a été créée comme mesure compensatoire au passage d'une nouvelle route (la VNVA ou Voie nouvelle de la vallée de l'Aa) à la suite de l'étude d'impact et de l'enquête publique. Le chantier a été entamé le 22 mars 1995 et s'est prolongé plusieurs années en raison de nombreux effondrements des bermes routières et d'une partie de la route (au droit de la grande carrière de Blendecques et près de l'ancienne décharge communale qui a été déplacée et couverte d'un géotextile étanche lors du chantier de la route. Elle fait partie d'un ensemble de 4 réserves.

## Écologie (biodiversité, intérêt écopaysager…)
La réserve abrite de nombreuses zones humides, une lande acide et une relique de lande paratourbeuse (dégradée) à sphaigne, Erica tetralix et saule rampant (Salix repens). Une partie des anciens sites d'extraction de silex a été reconvertie en étang de pêche, hors de la réserve, et l'autre en lieux de promenades

### Faune
Ce site était apprécié des naturalistes pour sa grande richesse en amphibiens (toutes les espèces régionales y étaient encore présentes au début des années 1990, sauf le crapaud calamite et le pélodyte) et reptiles (orvet, lézard vivipare, et peut-être vipère), en insectes (nombreux coléoptères devenus rares dans cette région), en champignons et sa flore exceptionnelle pour la région (flore de milieux acides et oligotrophes, rare dans une région plutôt calcaire et eutrophe)

#### Oiseaux
Outre les oiseaux communs à la région on a pu y observer de très nombreux oiseaux rares ou spécialisés, dont l'engoulevent, divers rapaces (busard saint martin, bondrée apivore..). Les falaises (pour partie constituée de sable du Landénien) des carrières de Blendecques ont durant quelques années abrité des hirondelles de rivage, mais l'une des carrières (hors réserve) a été comblée, et l'autre (dans la réserve) a subi des glissements de terrain. Les zones humides accueillent encore des hirondelles de rivage venant de sites proches.
Le héron cendré qui était devenu très rare dans la région à la fin des années 1960 est redevenu commun grâce à une protection légale et à la proche héronnière de Clairmarais (zone de nidification à la population stable depuis plus d'une décennie).

#### Reptiles et amphibiens
Les amphibiens présents dans les landes sont la salamandre, la grenouille, le crapaud et le triton.
Ils de nourrissent de fourmis et de vers de terre.
Ils sont très nombreux aux landes de Blendecques.

### Champignons, lichens et autres organismes remarquables
Le milieu, naturellement acide abrite de très nombreuses espèces de champignons. 
Les lichens qui formaient jusqu'à la fin des années 1980, localement, de véritables tapis sur le sols sont en forte régression, pour partie en raison de la dynamique naturelle d'embuissonnement et de boisement.

### État, pressions ou menaces, réponses
Outre une pression de chasse et de piégeage qui a été très importante dans les années 1980-1990, un risque ponctuel de surfréquentation existe, localement et à certaines époques de l'année.
- Les experts et les associations naturalistes[1] craignent surtout les effets de la fragmentation écologique du plateau qui s'est poursuivie dans les années 1990, avec un phénomène important de constructions nouvelles (zone d'activité, équipements sportifs installés sur les milieux naturels, à proximité de zones humides et en drainant ces dernières). Un processus important de périurbanisation cerne les réserves du plateau.

Le site a en outre subi plusieurs incendies (volontaires ou accidentels), et il y devient a priori plus vulnérable en raison d'un drainage superficiel installé il y a plusieurs décennies et toujours partiellement actif, mais aussi en raison des perspectives de réchauffement climatique.. 
- Enfin, faute de populations de petits et grands herbivores suffisante la dynamique de boisement a fait fortement reculer la lande acide et les milieux paratourbeux qui faisaient la richesse exceptionnelle du plateau d'Helfaut (dont le pendant est le plateau de Sorrus-Saint Josse, lui aussi affecté par les impacts d'une construction routière (autoroute A16).
- La pollution lumineuse (via l'éclairage d'un rond-point, de lotissements, rues adjacentes et de la vallée de l'Aa) pourrait expliquer le recul de la luciole et de sa larve, le ver luisant communs dans la réserve et sur tout le plateau jusque dans les années 1990.
- Durant plusieurs années, des désherbants ont été utilisés pour l'entretien des chemins de la zone des étangs gérés en espace vert communal, à proximité de fossés et mares abritant des espèces rares,  menacées et protégées par la loi.

#### Réponses
Depuis la fin des années 1980, des visites scientifiques, des visites guidées (avec les Guides-nature de l'Audomarois) sont faites. Des opérations de génie écologique et de gestion restauratoire sont menées par EDEN 62, avec de nombreux acteurs (Conservatoire botanique national de Bailleul, Blongios)

#### Espèces invasives
Des buissons de renouée du Japon sont apparus le long de la VNVA sur les talus, dont près de la réserve naturelle. 

L'écrevisse américaine a été introduite dans les étangs de pêche puis dans certaines mares, de même que divers poissons (dont poissons rouges) et la tortue de Floride. Le rat musqué est présent sur le site depuis les années 1970 environ.

#### Degré de fragmentation écologique
Il est élevé sur le plateau qui a perdu son unité et son intégrité écologique parce que maintenant coupé en de nombreux morceaux écologiquement disjoints par les routes et l'urbanisation qui a suivi le développement industriel de la proche vallée de l'Aa et de l'Audomarois autour de la Cristallerie d'Arques et des proches papeteries notamment (4 grandes papeteries sur 15 km de rivière).
Mesures de réduction de la fragmentation écopaysagère : c'est autour de cette réserve qu'ont été construits les premiers écoducs (battrachoducs) de cette région, en mesure compensatoire à la route VNVA, pour en réduire l'effet de fragmentation écologique et de roadkill. Un passage a aussi été fait pour les piétons, qui semble pas ou peu utilisé par la faune. Un autre passage a été construit pour les petits mammifères et invertébrés, mais il a rapidement été enfoui sous les coulées de boue liées au sol particulièrement instable des flancs du plateau là où il a été construit (poches de solifluxions).

## Administration, plan de gestion, règlement…
La gestion est assurée par EDEN 62 (syndicat mixte créé par le Conseil Général), avec l'aide de la DIREN, du conseil régional, des communes, du Conservatoire botanique national de Bailleul et des naturalistes locaux. Des chantiers de débroussaillages sont régulièrement pratiqués, parfois avec l'aide de riverains qui en échange de leur aide peuvent « acquérir du bois à bon prix » et des vaches, chevaux, ânes, moutons pâturent ou ont pâturé une partie du site.

### Outils et statut juridique
Une partie du plateau d'Helfaut (parcelles à propos desquelles la DIREN a obtenu un consensus communal et avec le conseil général) a été classé en arrêté préfectoral de biotope (APB) puis proposé à l'Europe comme site du réseau Natura 2000, ce qui en fait un des éléments du réseau écologique paneuropéen et de la trame verte régionale.

## Intérêt touristique
Grand intérêt paysager, malgré la fermeture du couvert forestier qui fait disparaître les landes à bruyères, zones paratourbeuses à sphaignes et caricaies bordées d'ajonc d'Europe qui constituaient des paysages exceptionnels et uniques pour la région.